# Lego: Przygoda 2
Lego: Przygoda 2 (ang.: The Lego Movie 2: The Second Part) – animowana komedia z 2019 roku w reżyserii  Mike’a Mitchella, ze scenariuszem Phila Lorda i Christophera Millera; kontynuacja filmu Lego: Przygoda z 2014.

## Fabuła
Film opowiada historię ludzika z klocków Lego, Emmeta i jego przyjaciół. Minęło pięć lat od czasu, kiedy wszystko było czadowe. Mieszkańcy byłego Klocburga a teraz Apokalipsburga stoją w obliczu nowego, ogromnego zagrożenia. Pochodzący z kosmosu najeźdźcy Lego Duplo niszczą wszystko w tak szybkim tempie, że nikt nie nadąża z odbudowywaniem. Nagle zostają porwani przez złośliwą Słodką Zadymę i jej gwiazdki i serduszka. Jedynym z przyjaciół, który nie został porwany, jest Emmet. Leci swoim latającym domem na inną planetę. W drodze spotyka Rexa – kosmicznego poganiacza raptorów – który mu chce pomóc. Tymczasem przyjaciele są w pałacu królowej Wisimi, która chce zniszczyć cały świat Lego.

## Obsada
- Chris Pratt jako Emmet / Rex
- Elizabeth Banks jako „Żyleta” Lucy
- Channing Tatum jako Superman
- Will Ferrell jako Lord Biznes / Prezes Biznes, Wszechmocny z góry
- Jonah Hill jako Zielona Latarnia
- Cobie Smulders jako Wonder Woman
- Will Arnett jako Batman
- Alison Brie jako Kicia Rożek
- Nick Offerman jako Stalowobrody
- Charlie Day jako Benek
- Todd Hansen jako Gandalf Szary
- Jason Momoa jako Aquaman

### Wersja polska
- Piotr Bajtlik – Emmet Klockowski / Rex
- Ewa Andruszkiewicz – „Żyleta” Lucy
- Natalia Sikora – Królowa Wisimi I'powiewa
- Magdalena Wasylik – Generał Zadyma
- Krzysztof Banaszyk – Batman / Bruce Wayne
- Maciej Kowalik – Benek
- Marek Barbasiewicz – Alfred
- Marta Dobecka – Kicia Rożek
- Wojciech Paszkowski – Prezes Biznes / Wszechmocny z góry
- Michał Szpak – Balthazar
- Sebastian Stankiewicz – Bananiak
- Kinga Sababady – Bianca
- Jakub Jankiewicz / Mikołaj Gajowy – Finn
- Jan Staszczyk – Zielona Latarnia
- Artur Barciś – Wafel-Wafel
- Adam Bauman – Stalowobrody
- Stefan Pawłowski – Superman
- Jan Aleksandrowicz-Kraśko – Aquaman
- Marta Markowicz – Mama

## Odbiór

### Box office
W Stanach Zjednoczonych i Kanadzie film zarobił 105,8 mln USD. W innych krajach przychody z biletów wyniosły 105, a łączny przychód 192,3 miliona dolarów.

### Krytyka w mediach
Film spotkał się z pozytywną reakcją krytyków. W serwisie Rotten Tomatoes 84% z 298 recenzji jest pozytywne, a średnia ocen wyniosła 7,00/10. Na portalu Metacritic średnia ocen z 51 recenzji wyniosła 65 punktów na 100.

### Kontynuacje
Na oficjalnej stronie Lego, Matthew Ashton, wiceprzewodniczący ds. designu w firmie, który pracował przy produkcji dwóch pierwszych filmów, przy okazji promocji zestawu 40516, potwierdził kontynuację filmu.